# NGC 939
NGC 939 ist eine elliptische Galaxie vom Hubble-Typ E im Sternbild Eridanus am Südsternhimmel. Sie ist schätzungsweise 226 Millionen Lichtjahre von der Milchstraße entfernt und hat einen Durchmesser von etwa 80.000 Lj.
Das Objekt wurde am 18. Oktober 1835 von John Herschel entdeckt.